# Giuseppe Caito
Giuseppe Caito (Trapani, 2 gennaio 1906 – golfo di Biscaglia, 16 maggio 1943) è stato un militare italiano, ufficiale sommergibilista della Regia Marina, deceduto durante la seconda guerra mondiale, ricordato per il suo comando dei regi sommergibili Narvalo e Tazzoli, su cui morì col grado di capitano di corvetta.

## Biografia
Nacque a Trapani il 2 gennaio 1906, figlio di Francesco e Leonarda Scalabrino. Arruolatosi nella Regia Marina fu ammesso a frequentare la Regia Accademia Navale di Livorno, da cui uscì con il grado di guardiamarina di complemento.
Divenuto sottotenente in spe il 23 dicembre 1929 e tenente di vascello il 23 dicembre 1933, fu inizialmente a bordo del sommergibile Domenico Millelire nel 1932-34 quale ufficiale di rotta (durante la famosa crociera atlantica di Italo Balbo per il decennale), comandante in 2^ del sommergibile Diamante dal 21 luglio 1935 e dal 22 dicembre 1939 fu comandante in seconda del sommergibile Alpino Bagnolini, dove lo colse l'entrata in guerra del Regno d'Italia (10 giugno 1940), operando in Mediterraneo e poi in Oceano Atlantico. Quindi dal 15 maggio 1941, rientrò in Mediterraneo, quale comandante del sommergibile Narvalo, in forza alla LI Squadriglia Sommergibili (V Gruppo Sommergibili di Lero). Nel settembre 1941 il Narvalo, in agguato nelle acque di Capo Bon, rilevò tra il 27 e 28, movimenti di attività avversarie e lanciò 2 siluri contro una grande piroscafo, con esito non accertato.
Lasciò il comando del Narvalo il 9 aprile 1942 e, promosso capitano di corvetta, svolse il ruolo di comandante dei sommergibili Marcantonio Bragadin, sino al 24 maggio, ed Otaria, dal 31 ottobre al 16 novembre 1942, per poi passare quale comandante in seconda a bordo del cacciatorpediniere Grecale, sino ad un grave sinistro avvenuto il 12 gennaio 1943 in acque sicule. Al 1° di marzo del 1943 sostituì nel comando del Tazzoli il parigrado Carlo Fecia di Cossato. Tale unità era assegnata alla base navale BETASOM di Bordeaux (Francia). Dopo aver curato l'adattamento del sommergibile al trasporto di materie prime da scambiare col Giappone, e addestrato l'equipaggio alla lunga traversata, salpò con l'Enrico Tazzoli il 16 maggio con a bordo un equipaggio ridotto a 51 uomini (5 ufficiali) e 165 tonnellate di materiali. Il sommergibile sarebbe dovuto arrivare a Singapore, allora sotto controllo giapponese, navigando isolatamente e mettendosi di tanto in tanto in contatto radio con la base al fine di comunicare la propria posizione.
Il primo contatto sarebbe dovuto avvenire il giorno 24 maggio ma l'unità non diede più sue notizie, probabilmente affondata senza superstiti da una mina posata da aerei alleati nel golfo di Biscaglia subito dopo la sua partenza.
Il 19 gennaio del 1945 gli fu assegnata la Medaglia d'argento al valore di Marina. Decorato anche con due Medaglie d'argento, tre di bronzo e due Croci di guerra al valor militare.

### Esplicative
1. ↑  Secondo fonti inglesi sarebbe affondato già il giorno 16 al largo della foce della Gironda, dove erano in corso grandi operazioni di minamento.

### Bibliografiche
1. 1 2  Gazzetta Ufficiale del Regno d'Italia n.26 del 2 febbraio 1942, pag.420.
2. ↑  Pinum.
3. ↑  Con la pelle appesa a un chiodo.
4. 1 2 3 4 5  Sommergibili.
5. ↑   Gazzetta Ufficiale del Regno d'Italia, su gazzettaufficiale.it, 19 maggio 1945,  p. 722, Registro Marina n. 2, foglio n. 123.